# Sverre Lunde Pedersen
Sverre Lunde Pedersen (Bergen, 17 luglio 1992) è un pattinatore di velocità su ghiaccio norvegese.

## Palmarès

### Olimpiadi
- 2 medaglie:
  - 1 oro (inseguimento a squadre a Pyeongchang 2018)
  - 1 bronzo (5000 m a Pyeongchang 2018)

### Mondiali completi
- 5 medaglie:
  - 4 argenti (Berlino 2016, Amsterdam 2018, Calgary 2019, Hamar 2020)
  - 1 bronzo (Calgary 2015)

### Mondiali distanza singola
- 8 medaglie:
  - 1 oro (5000 m a Inzell 2019)
  - 4 argenti (inseguimento a squadre a Kolomna 2016; 1500 m e inseguimento a squadre a Inzell 2019; sprint a squadre a Calgary 2024)
  - 3 bronzi (5000 m a Kolomna 2016; inseguimento a squadre a Gangneung 2017; inseguimento a squadre a Heerenveen 2023)

### Europei completi
- 1 medaglia:
  - 1 bronzo (Collalbo 2019)

### Europei distanza singola
- 1 medaglia:
  - 1 bronzo (inseguimento a squadre a Heerenveen 2020)

### Coppa del Mondo
- Miglior piazzamento nella Grand World Cup: 3º nel 2015 e nel 2018
- Miglior piazzamento nella Coppa del Mondo 1500 m: 2º nel 2015 e nel 2018
- Miglior piazzamento nella Coppa del Mondo lunghe distanze: 2º * Miglior piazzamento nella Coppa del Mondo 1500 m: 2º nel 2015 e nel 2018
- 36 podi (21 individuali, 15 a squadre):
  - 8 vittorie (6 individuali, 2 a squadre)
  - 17 secondi posti (9 individuali, 8 a squadre)
  - 11 terzi posti (6 individuali, 5 a squadre)